# Giuseppe Orefici
Giuseppe Orefici (Brescia, 7 aprile 1946 – Brescia, 27 giugno 2025) è stato un archeologo italiano, noto per le sue ricerche sulle civilità preispaniche del Sudamerica, in particolare sui Nasca e Rapa Nui.

## Biografia
Dopo la laurea in architettura, dal 1982 condusse numerose indagini archeologiche in Perù, Bolivia, Cile, Messico, Cuba e Nicaragua. Fu attivo nel centro cerimoniale di Cahuachi  (Perù) dal 1984, a Tiwanaku (Bolivia) dal 2007 al 2014 e nell'Isola di Pasqua dal 1991 al 1993 e nel 2011. 
Pubblicò numerosi volumi e articoli sulle civiltà Nazca e Rapa Nui, oltre a curare numerose mostre sulla cultura preispanica in America e in Europa. Il progetto più importante, uno degli ultimi a cui attese, fu lo scavo archeologico e la valorizzazione di Cahuachi.
Fu direttore del Centro de Estudio Arquelogicos Precolombinos a Nazca (Perù) e del Proyecto Nasca.. 
I suoi interessi scientifici furono sempre focalizzati sullo studio delle civiltà Nasca e Tiahuanaco con particolare riferimento all'architettura e ai petroglifi.

## Pubblicazioni principali
- Ligabue G., Orefici G., Rapa Nui, Erizzo, 1994.
- Orefici G., Nasca: arte e società del popolo dei geoglifi, Jaca Book, Milano, 1993.
- Orefici G., Cahuachi. Capital Teocratica Nasca. Lima: University of San Martin de Porres, 2012.
- Orefici G., Mensajes de nuestros antepasados: petroglifos de Nasca y Palpa, Apus Graph Ediciones, Lima, 2013
- Lasaponara R., Masini N., Orefici G. (a cura di), The Ancient Nasca World New Insights from Science and Archaeology. Springer International Publishing, 2016